# Kontribuce
Kontribuce (latinsky contributio) byla poplatkem vybíraným od obsazeného území vítěznou armádou. Také tento termín může znamenat vybírání poplatku knížaty od svých území, především na financování vojenských a armádních záležitostí. Doslova se jedná o nucený příspěvek, tedy třeba i daň.   

Kupříkladu Napoleon Bonaparte požadoval od poražených armád vysoké poplatky, například během Tylžského míru.  